# 張一麟
張 一麐（ちょう いちりん、1867年〈同治6年〉 - 1943年〈民国32年〉10月24日）は清末民初の政治家。北京政府の要人。字は仲仁、崢角。号は公紱。署名は民傭、大圜居士、紅海閣主。弟の張一鵬も政治家である。

## 事績
1885年（光緒11年）、順天府での郷試に合格して候補知県となる。1898年（光緒24年）、変法運動に呼応して、蘇州で「蘇学会」を組織した。1903年（光緒29年）、経済特科で採用され、袁世凱の幕僚となり、北洋における『法政学報』の主筆となった。
1907年（光緒33年）、袁世凱が軍機大臣となると、その書記をつとめる。1909年（宣統元年）、袁が辞任に追い込まれると、張一麐は、江浙巡撫の幕僚に転じた。辛亥革命の勃発に際しては、蘇軍都督府民政司長をつとめている。
1912年（民国元年）、張一麐は、臨時大総統となった袁世凱の下で大総統府秘書長に任命された。翌年12月、北京政府政治会議議員となる。1914年（民国3年）には、政事堂機要局局長に任命された。1915年（民国4年）10月、徐世昌内閣において教育総長に任じられた。その一方で、張謇らと「蘇社」という団体を組織し、さらに国語統一籌備会会長となった。1916年（民国5年）4月、段祺瑞内閣の途中で辞職し、故郷に帰った。
1917年（民国6年）8月、大総統となった馮国璋の下で大総統府秘書長となる。1919年（民国8年）2月、南北和平交渉のための、和平期成会副会長に推された。1921年（民国10年）7月、江蘇省議会議員となる。同年9月には、蒋方震、張紹曽らと廬山国是会議を発起した。その傍ら、李根源らと農村改進社という団体を組織して農村改良事業に関わった。また、文化教育事業にも熱心で、故郷で『呉県志』の総纂となっている。
1938年（民国27年）から4年間にわたり、国民参政会参政員に選出された。その翌年秋には、香港で新文字学会を創設している。
1943年（民国32年）10月24日、重慶で病没。享年77。